# Enerhetykaŭ
Enerhetykaŭ (belarusiska: Энергетыкаў) är ett samhälle i Belarus. Den ligger i voblasten Minsks voblast, i den centrala delen av landet, 50 km sydväst om huvudstaden Minsk. Enerhetykaŭ ligger 183 meter över havet och antalet invånare är 2 445.

## Natur och klimat
Terrängen runt Enerhetykaŭ är platt. Närmaste större samhälle är Dziarzjynsk, 12,0 km nordost om Enerhetykaŭ.
Omgivningarna runt Enerhetykaŭ är en mosaik av jordbruksmark och naturlig växtlighet. Runt Enerhetykaŭ är det ganska tätbefolkat, med 52 invånare per kvadratkilometer.